# Världsmästerskapen i orientering 2025
Världsmästerskapen i orientering 2025 arrangerades mellan den 8 och 12 juli 2025 i Kuopio i Finland. Det var den 42:a upplagan av världsmästerskapen i orientering.

## Program
| Datum   | Gren                |         |
| ------- | ------------------- | ------- |
| 8 juli  | Medeldistans, kval  |         |
| 9 juli  | Medeldistans, final |         |
| 10 juli | Långdistans         |         |
| 11 juli | Vilodag             | Vilodag |
| 12 juli | Stafett             |         |

## Medaljörer

### Damer
| Gren                  | Guld                                                 | Guld    | Silver                                                 | Silver  | Brons                                                 | Brons   |
| Medeldistans (5 km)   | Tove Alexandersson Sverige                           | 33.17   | Sanna Fast Sverige                                     | 34.19   | Hanna Lundberg Sverige                                | 35.43   |
| Långdistans (13,3 km) | Simona Aebersold Schweiz                             | 1:34.51 | Tove Alexandersson Sverige                             | 1:35.00 | Andrine Benjaminsen Norge                             | 1:37.16 |
| Stafett               | Sverige Hanna Lundberg Sanna Fast Tove Alexandersson | 1:41.32 | Norge Pia Young Vik Marie Olaussen Andrine Benjaminsen | 1:44.00 | Schweiz Paula Gross Natalia Gemperle Simona Aebersold | 1:45.32 |

### Herrar
| Gren                  | Guld                                                     | Guld    | Silver                                                  | Silver  | Brons                                                 | Brons   |
| Medeldistans (5,8 km) | Eirik Langedal Breivik Norge                             | 33.42   | Kasper Fosser Norge                                     | 34.16   | Anton Johansson Sverige                               | 34.49   |
| Långdistans (16 km)   | Kasper Fosser Norge                                      | 1:37.50 | Martin Regborn Sverige                                  | 1:40.47 | Matthias Kyburz Schweiz                               | 1:41.30 |
| Stafett               | Norge Jørgen Baklid Eirik Langedal Breivik Kasper Fosser | 1:41.38 | Schweiz Daniel Hubmann Fabian Aebersold Matthias Kyburz | 1:43.28 | Finland Topi Syrjäläinen Akseli Ruohola Miika Kirmula | 1:46.27 |

## Medaljtabell
*   Värdland ( Finland)
| Nr                  | Nation              | Guld | Silver | Brons | Totalt |
| ------------------- | ------------------- | ---- | ------ | ----- | ------ |
| 1                   | Norge               | 3    | 2      | 1     | 6      |
| 2                   | Sverige             | 2    | 3      | 2     | 7      |
| 3                   | Schweiz             | 1    | 1      | 2     | 4      |
| 4                   | Finland*            | 0    | 0      | 1     | 1      |
| Totalt (4 nationer) | Totalt (4 nationer) | 6    | 6      | 6     | 18     |